# Сисянь (Линьфэнь)
Сися́нь (кит. упр. 隰县, пиньинь Xí xiàn) — уезд городского округа Линьфэнь провинции Шаньси (КНР). Название уезда означает «заболоченная низина».

## История
При империи Хань в этих местах был создан уезд Пуцзы (蒲子县). При империи Северная Вэй уезд Пуцзы был поднят в статусе сначала до округа, а затем в 488 году был преобразован в область Фэньчжоу (汾州). При империи Северная Чжоу в её составе были образованы уезды Данин и Чаншоу (长寿县). При империи Суй в 584 году область Фэньчжоу была переименована в Сифэнь (西汾州), а в 585 — в Сичжоу (隰州). В 598 году уезд Чаншоу был переименован в Сичуань (隰川县).
При империи Цзинь в 1221 году был создан уезд Учэн (仵城县), но при правлении монголов он был расформирован, а затем был расформирован и уезд Сичуань, и управление территорией перешло непосредственно к областным структурам.
После Синьхайской революции в Китае была проведена реформа структуры административного деления, в ходе которой области были упразднены, и в 1913 году область Сичжоу была расформирована, а вместо неё образован уезд Сисянь.
В 1949 году был создан Специальный район Линьфэнь (临汾专区), и уезд вошёл в его состав. В 1954 году Специальный район Линьфэнь был объединён со Специальным районом Юньчэн (运城专区) в Специальный район Цзиньнань (晋南专区). В 1958 году уезды Сисянь и Данин были объединены в уезд Синин (隰宁县); затем он был объединён с уездами Юнхэ, Пусянь и Шилоу в уезд Люйлян (吕梁县). В 1961 году уезд Сисянь был воссоздан. В 1970 году Специальный район Цзиньнань был расформирован, а вместо него образованы Округ Линьфэнь (临汾地区) и Округ Юньчэн (运城地区); уезд вошёл в состав округа Линьфэнь.
В 2000 году постановлением Госсовета КНР округ Линьфэнь был преобразован в городской округ Линьфэнь.

## Административное деление
Уезд делится на 3 посёлка и 5 волостей.